# Dria Paola
Dria Paola, artistnamn för Pietra Pitteo, född 21 november 1909 i Rovigo, död 12 november 1993 i Rom, var en italiensk skådespelare. Hon var en av de mest framgångsrika av den fascistiska erans kvinnliga skådespelare och är framför allt ihågkommen för sin huvudroll i den första italienska ljudfilmen La canzone dell'amore (1930).
Efter studier i tekniskt gymnasium kompletterade med musikundervisning i violin och piano sökte sig Paola till filmen. Hennes första roll var en mindre sådan i Amleto Palermis film Gli ultimi giorni di Pompei (1926). Hon ansågs vara ett talangfullt fynd och fick sin första större roll i Alessandro Blasettis Sole (1929). Hennes prestation där övertygade den första italienska ljudfilmens regissör Gennaro Righelli om att hon var lämplig för dess kvinnliga huvudroll.
Dria Paolas karriär sammanföll med den fascistiska regimens övertagande av kontrollen över den italienska filmindustrin och hennes karriär slutade också i och med fascismens fall. Hennes sista framrädande i en betydande roll på vita duken ägde rum 1942. Därefter dök hon sporadiskt upp i obetydliga roller, närmast av cameokaraktär, främst i TV under 1950-talet.